# Незалежне джерело живлення
Незалежним джерелом живлення електроприймача або групи електроприймачів називається джерело живлення, на якому зберігається напруга в межах, регламентованих ПУЕ для післяаварійного режиму, у разі її зникнення на іншому або інших джерелах живлення цих електроприймачів.
До незалежних джерел живлення належать дві секції або системи шин однієї чи двох електростанцій та підстанцій за одночасного дотримання таких двох умов:
1. кожна з секцій або систем шин у свою чергу має живлення від незалежного джерела живлення;
2. секції (системи) шин, не пов'язані між собою або мають зв'язок, що автоматично відключається в разі порушення нормальної роботи однієї з секцій (систем) шин.